# Tiaan Kannemeyer
Pour les articles homonymes, voir Kannemeyer.
Tiaan Kannemeyer (né le 14 décembre 1978 à Bellville) est un coureur cycliste sud-africain.

## Biographie
Il a notamment remporté la première édition de l'UCI Africa Tour.

## Palmarès
- 1998
  - Tour de La Réunion
  - 2e du championnat d'Afrique du Sud du contre-la-montre espoirs
- 1999
  -  Médaillé d'or de la course en ligne aux Jeux africains
- 2002
  -  Champion d'Afrique du Sud sur route
  - 8e étape du Herald Sun Tour
- 2003
  - Tour d'Égypte :
    - Classement général
    - 3e étape

  - 3e étape du Tour du Queensland
- 2004
  - 1re étape du Tour du Cap
  - 2e du championnat d'Afrique du Sud du contre-la-montre
  - 2e du Gran Premio Industria e Commercio Artigianato Carnaghese
- 2005
  - UCI Africa Tour
  -  Champion d'Afrique du Sud du contre-la-montre
  - Tour du Cap :
    - Classement général
    - 2e et 4e étapes

  - 2e du championnat d'Afrique du Sud sur route
  - 3e du Tour de Langkawi
- 2007
  - 2e du Powerade Dome 2 Dome Cycling Spectacular
- 2010
  - 3e étape de l'Anatomic Jock Race

## Classements mondiaux
| Année           | 2005 | 2006 | 2007 | 2008 | 2009 | 2010 |
| --------------- | ---- | ---- | ---- | ---- | ---- | ---- |
| UCI Africa Tour | 1er  | 74e  | 48e  |      |      | 116e |
| UCI Asia Tour   | 29e  |      |      |      |      |      |
| UCI Europe Tour | 692e |      |      |      |      |      |